# Ulla Murman
Karin Ulla Britt Murman, född Malmgren 7 november 1926 i i Trehörningsjö församling, död 8 november 2019,
var en svensk entreprenör. 
Ulla Murman växte upp under fattiga omständigheter i Stockholm och arbetade på kontor och en skrivbyrå innan hon 1953 startade Stockholms stenografservice, som skulle kunna kallas Sveriges första bemanningsföretag. Emellertid var det sedan 1936 förbjudet att driva privat arbetsförmedling, och således förklarade dåtida Ams att Ulla Murmans verksamhet var olaglig. Det blev en rättsprocess kring frågan som avgjordes först 1962, då hon fälldes till ansvar. Hon ställdes inför rätta åtta gånger, och två gånger gick processen till Högsta domstolen. De gånger hon fälldes blev straffet i form av böter. Samtidigt anlitades återkommande hennes företags tjänster av bland andra just de parter som under fyra decennier arbetade för att med lagens hjälp stoppa detsamma, LO:s rättsskydd, Högsta domstolen, Riksåklagareämbetet och Justitiedepartementet. Först efter 40 års kamp ändrades lagen 1993, så att verksamheten slutligen blev formellt lagenlig.
1988 övertogs verksamheten av sonen Lars Murman och Michael Haglind, samt bytte namn till Teamwork, innan den 1996 blev en del av Manpower.
Ulla Murmans historia skildrades i ett avsnitt av tv-serien Entreprenörerna på UR hösten 2011.